# Pravoslav Kneidl
Pravoslav Kneidl (12. ledna 1927 Praha  – 4. listopadu 2003 Praha) byl český knihovník, bibliograf a literární historik, který dlouhá léta působil v Památníku národního písemnictví v Praze.

## Život a působení
Po studiu na Filozofické fakultě UK v Praze se Kneidl zúčastnil budování expozice Památníku národního písemnictví na Strahově, v letech 1955–1964 pracoval v knihovně Národního muzea, kde vedl oddělení zámeckých knihoven a založil jejich souborný katalog. Významně se podílel na expozici Muzea knihy ve Žďáru nad Sázavou. V letech 1964–1974 byl vedoucím Strahovské knihovny, která tehdy patřila Památníku národního písemnictví a v letech 1990–1992 ředitelem Památníku. Od roku 1995 až do své smrti byl předsedou Spolku českých bibliofilů.
Vydal řadu odborných článků o knihovnách různých významných osob, o dějinách knihoven a knihovnictví, o počátcích a dějinách knihtisku atd. Roku 1976 v časopisecké polemice hájil názor, že Kronika trojánská skutečně vyšla v Plzni už roku 1468. Více než 20 let vydával také ročenky „Strahovská knihovna“.

## Hlavní díla
- Časopis Národního muzea 1827–1956. Systematický a jmenný rejstřík. Praha: Národní muzeum 1961 a 1963
- Česká lidová grafika v ilustracích novin, letáků a písniček. Praha: Odeon 1983
- Vimperská tiskařská tradice 1484–1984. Praha: Československý spisovatel 1984
- Z historie evropské knihy. Praha: Svoboda 1989
- Počátky sběratelství a strahovský kabinet kuriozit. Praha: PNP 1989
- Přehled novověkých dějin českých a moravských knihoven od roku 1918. In: Cejpek - Hlaváček - Kneidl: Dějiny knihoven a knihovnictví v českých zemích. Praha: Karolinum 1996
- Pražská léta německých a rakouských spisovatelů. Praha: Pražská edice 1997 (německy tamt. 2003)
- Bibliofilie v Československu 1918–1939. Praha: Spolek českých bibliofilů 2003